# The English Hymnal with Tunes
The English Hymnal with Tunes är en engelsk psalmbok utgiven första gången 1906 av Oxford University Press, London. En omarbetad utgåva kom 1933 och nya upplagor av denna har sedan tryckts kontinuerligt. Psalmboken innehåller 744 sånger med noter för både sång och pianoinstrument. Förordet, som är både en beskrivning av bokens tillkomst och en introduktion till betoningsnoterna, följs av instruktioner till körmästare och en innehållsförteckning utifrån psalmkaraktärerna. I första delen av Appendix presenteras så kallade Plainsong melodies för flea psalmerna som sjungs i processioner och a cappella numrerade 1-72 samt en alternativ text till psalm 656. 
Ett register över årets alla olika helgons dagar och vilka psalmer som kan sjungas vid högmässor för dessa, följs av ett register över lämpliga psalmer för kyrkoårets alla behov. Härutöver innehåller denna psalmbok en förteckning över meterklassernas olika psalmer, kompositörs- och författarregister. Alla från andra språk, till engelska översatta psalmtexter, har registrerats i ett särskilt register med ursprungstexternas originaltitlar. Här anges 10 språk; grekiska, latin, syrianska, tyska, ryska, walesiska, iriska, italienska, danska och swahili. 
I det alfabetiska registret anges, förutom psalmnumret, namnet på ursprungsmelodin.